# Adolf Lindenbaum
Pour les articles homonymes, voir Lindenbaum.
Adolf Lindenbaum, né le 12 juin 1904 à Varsovie et mort assassiné par les Allemands en 1941 à Paneriai, est un logicien et mathématicien polonais lié à l'École de Lvov-Varsovie. 

## Biographie
Elève de Wacław Sierpiński dont il fut assistant à l'université de Varsovie, Adolf Lidenbaum se consacre aux fondements des mathématiques et tout particulièrement à la rénovation de la logique mathématique à la suite des insuffisances de la logique propositionnelle (issue de la philosophie aristotélicienne) rencontrées avec la naissance et l'usage de la théorie des ensembles de Georg Cantor. 
Il est connu pour son théorème dit de Lindenbaum, plus souvent appelé lemme de Lindenbaum (en) ou encore lemme d’extension de Lindenbaum. En logique classique, le théorème de Lindenbaum s’énonce: toute théorie consistante a une extension maximale consistante.
Lidenbaum est également l'auteur de la construction de l'algèbre de Lindenbaum-Tarski. En 1935, les deux mathématiciens avaient lancé l’idée pour la théorie des types en en tirant un critère de définissabilité  ils établissent que l’on peut démontrer formellement que toute relation entre des objets de types divers et qui s’exprime par des moyens purement logiques au sens classique, est invariante par toute permutation du domaine des individus. Ils en déduisent que deux partitions en deux classes dont les nombres d’éléments forment un couple prescrit sont indiscernables par ces moyens purement logiques.
De confession juive, Lindenbaum ne peut échapper aux exactions nazies lors de l'invasion de la Pologne. Craignant d'être arrêté, il quitte Varsovie avec sa femme Janina Hosiasson le 6 septembre 1939 et se rend à Vilnius. Il part ensuite pour Białystok, la ville envahie et occupée déjà par les Russes. Il y obtient le poste de professeur associé et conférencier à l'Institut pédagogique nouvellement établi par les soviétiques. En septembre 1941, il est arrêté par la Gestapo et emmené à Vilnius. Il meurt avec son épouse dans les exécutions de masse connues sous le nom de massacre de Poneriai.